# Shervin Alenabi
Shervin Alenabi (en persan : شروین آلِ‌نبی), né le 26 août 1995 à Baneh, est un acteur britannique d’origine iranienne.
Il est surtout connu pour avoir joué Salim dans la cinquième saison du Bureau des légendes (2020) et Milad Kahani dans la série d’espionnage israélienne Téhéran (2020-2022).

## Biographie
Shervin Alenabi est né en Iran dans une famille iranienne et est un locuteur persan et kurde.
En 2007, il a immigré avec sa famille à Manchester au Royaume-Uni et réside actuellement à Londres.
En 2019, à l'âge de 22 ans, il a joué dans le film Bagdad in My Shadow en tant que prisonnier. Pour ce film, il a appris l'arabe.
En 2020, il interprète le second rôle de Salim en tant que stagiaire terroriste dans la cinquième et dernière saison du Bureau des légendes
À partir de cette même année, il commence à jouer dans la série israélienne Téhéran de Kan 11 et Apple TV +. Son personnage est Milad Kahani en tant qu'activiste iranien libéral, que l'agent du Mossad Tamar Rabinyan (Niv Sultan) a rencontré sur le Darknet sous le surnom de "Sick Boy". Milad a une liaison avec Tamar et dans la deuxième saison de Téhéran, ils prévoient une évasion d'Iran et le début d'une nouvelle vie à Vancouver, au Canada. En 2022, dans cette deuxième saison, il est également connu sous le nom de Mehdi Ansari, frère de Leila Ansari (Tamar Rabinyan) dans le but d’échapper au service de contre-espionnage iranien.
À la suite de son rôle dans la série Téhéran, il est banni de son pays d'origine, l'Iran, dans lequel il n’était plus retourné depuis 2012.

## Filmographie

### Cinéma
- 2019 : Bagdad is My Shadow : Nasseer
- 2023 : The Persian Version de Maryam Keshavarz : Ali Reza jeune

### Télévision
- 2020 : Le Bureau des légendes d'Éric Rochant : Salim (saison 5)
- 2020-2022 : Téhéran : Milad Kahani (saisons 1 et 2)
- 2025 : Kaboul, mini-série de Kasia Adamik et Olga Chajdas : Fazal Nazany